# Bruce Campbell

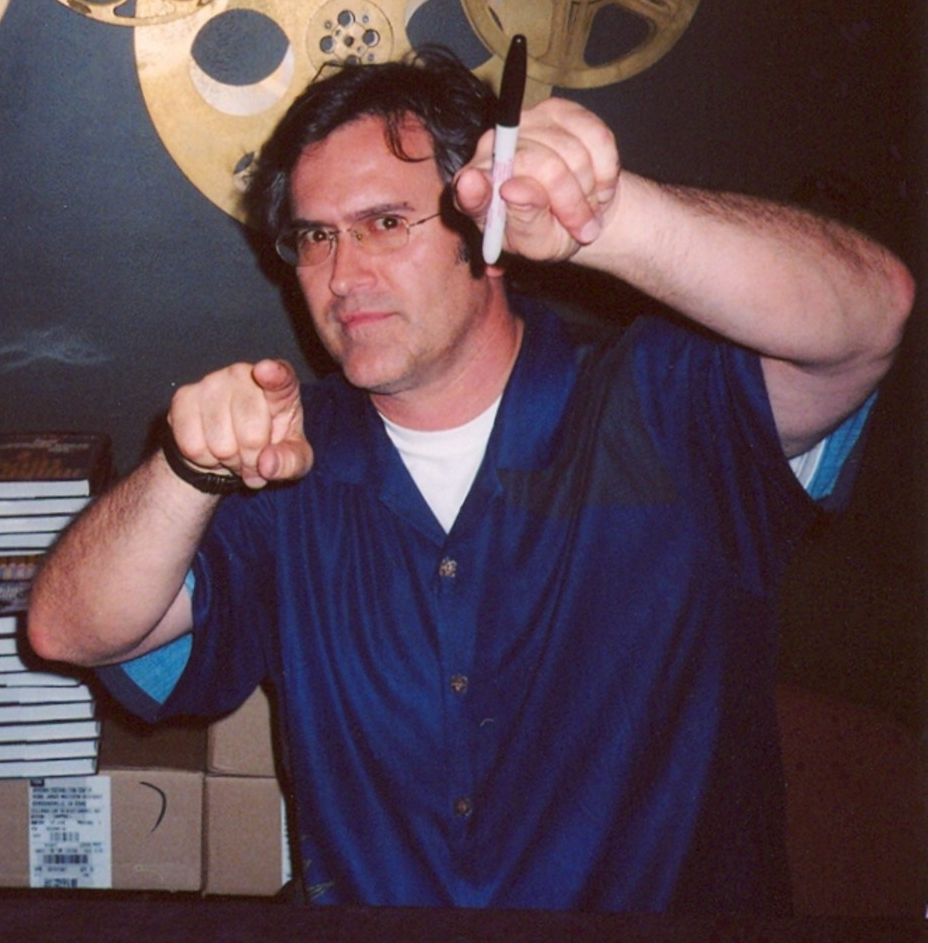
Bruce Campbell v roce 2005

Bruce Campbell (* 22. června 1958 Royal Oak, Michigan, USA) je americký herec, známý především z horrorové série Smrtelné zlo. Tento film spolu s mnoha pozdějšími tvořil se svým kamarádem Samem Raimi.
Byl dvakrát ženatý, z prvního manželství má dvě děti.